# Apostolepis

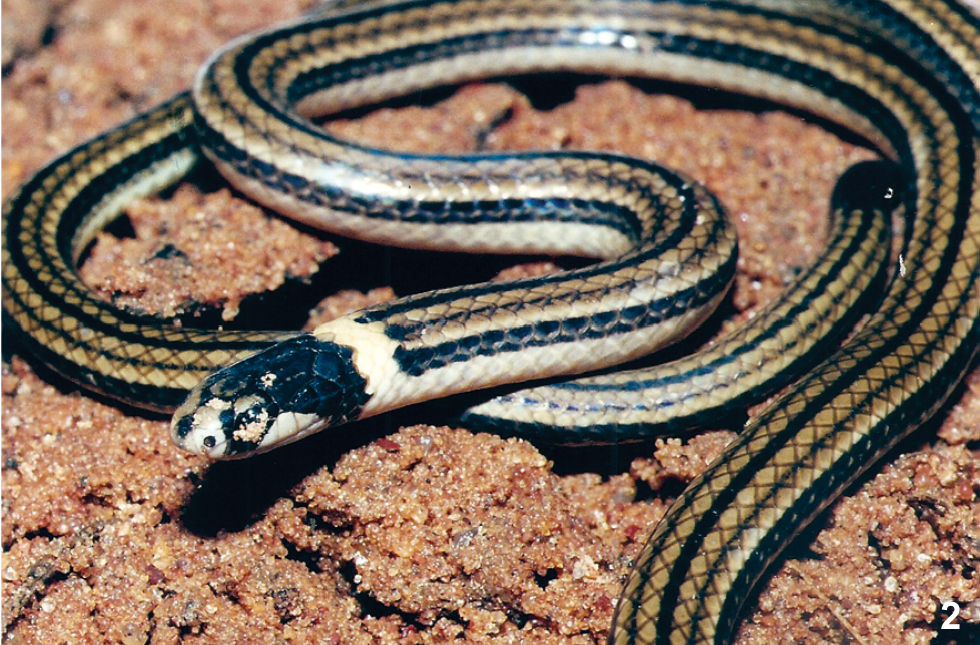
Apostolepis kikoi, Brazilië.

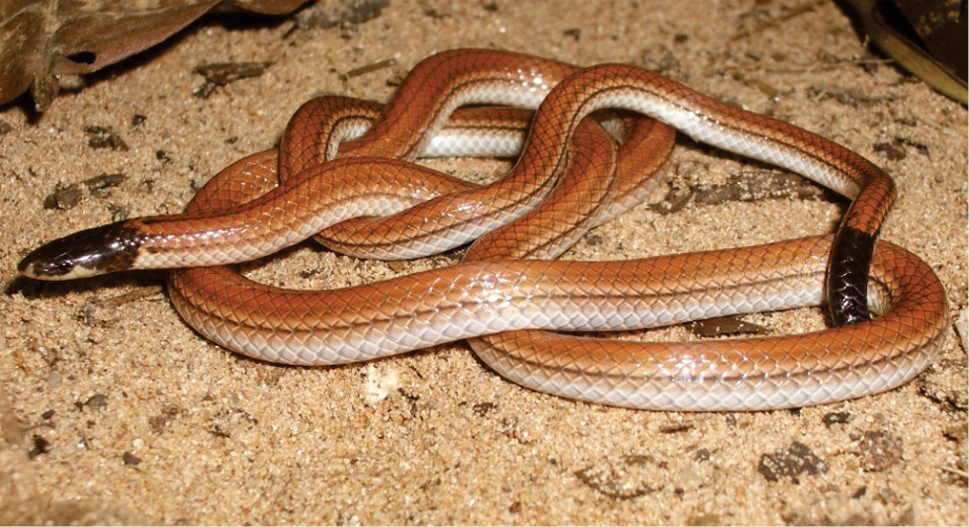
Apostolepis vittata, Brazilië.

Apostolepis is een geslacht van slangen uit de familie toornslangachtigen (Colubridae) en de onderfamilie Dipsadinae.

## Naam en indeling
De wetenschappelijke naam van de groep werd voor het eerst voorgesteld door Edward Drinker Cope in 1861. Er zijn 36 soorten, het soortenaantal verandert regelmatig. Zo werden de soorten Apostolepis adhara en Apostolepis kikoi pas in 2018 voor het eerst beschreven.

## Verspreiding en habitat
De soorten komen voor in delen van Zuid-Amerika en leven in de landen Argentinië, Brazilië, Bolivia, Paraguay, Peru, Colombia. Veel soorten hebben een helderrode lichaamskleur.
De habitat bestaat uit vochtige savannes, droge savannen en tropische en subtropische bossen, zowel droge bossen als vochtige laaglandbossen.

## Beschermingsstatus
Door de internationale natuurbeschermingsorganisatie IUCN is aan 27 soorten een beschermingsstatus toegewezen. Vijftien soorten worden gezien als 'veilig' (Least Concern of LC), zeven als 'onzeker' (Data Deficient of DD) en een soort als 'kwetsbaar' (Vulnerable of VU). Drie soorten worden beschouwd als 'bedreigd' (Endangered of EN) en de soort Apostolepis striata ten slotte staat te boek als 'ernstig bedreigd' (Critically Endangered of CR)..

## Soorten
Het geslacht omvat de volgende soorten, met de auteur en het verspreidingsgebied.
| Naam                       | Auteur                                                                            | Verspreidingsgebied            |
| -------------------------- | --------------------------------------------------------------------------------- | ------------------------------ |
| Apostolepis adhara         | França, Barbo, Silva-júnior, Silva & Zaher, 2018                                  | Brazilië                       |
| Apostolepis albicollaris   | de Lema, 2002                                                                     | Brazilië                       |
| Apostolepis ambiniger      | Peters, 1869                                                                      | Brazilië, Bolivia, Paraguay    |
| Apostolepis arenaria       | Rodrigues, 1993                                                                   | Brazilië                       |
| Apostolepis assimilis      | Reinhardt, 1861                                                                   | Brazilië, Argentinië, Paraguay |
| Apostolepis borellii       | Peracca, 1904                                                                     | Bolivia, Brazilië              |
| Apostolepis breviceps      | Harvey, Gonzáles & Scrocchi, 2001                                                 | Bolivia                        |
| Apostolepis cearensis      | Gomes, 1915                                                                       | Brazilië                       |
| Apostolepis cerradoensis   | de Lema, 2003                                                                     | Brazilië                       |
| Apostolepis christineae    | de Lema, 2002                                                                     | Bolivia, Brazilië              |
| Apostolepis dimidiata      | Jan, 1862                                                                         | Brazilië, Paraguay, Argentinië |
| Apostolepis dorbignyi      | Schlegel, 1837                                                                    | Bolivia, Peru                  |
| Apostolepis flavotorquata  | Duméril, Bibron & Duméril, 1854                                                   | Brazilië                       |
| Apostolepis gaboi          | Rodrigues, 1993                                                                   | Brazilië                       |
| Apostolepis goiasensis     | Prado, 1942                                                                       | Brazilië                       |
| Apostolepis intermedia     | Koslowsky, 1898                                                                   | Brazilië, Paraguay             |
| Apostolepis kikoi          | Santos, Entiauspe-neto, Silva-araújo, Souza, Lema, Strüssmann & Albuquerque, 2018 | Brazilië                       |
| Apostolepis lineata        | Cope, 1887                                                                        | Brazilië                       |
| Apostolepis longicaudata   | Gomes, 1921                                                                       | Brazilië                       |
| Apostolepis multicincta    | Harvey, 1999                                                                      | Bolivia, Argentinië            |
| Apostolepis nelsonjorgei   | de Lema & Renner, 2004                                                            | Brazilië                       |
| Apostolepis niceforoi      | Amaral, 1935                                                                      | Colombia                       |
| Apostolepis nigrolineata   | Peters, 1869                                                                      | Brazilië                       |
| Apostolepis nigroterminata | Boulenger, 1896                                                                   | Peru, Brazilië, Bolivia        |
| Apostolepis phillipsae     | Harvey, 1999                                                                      | Brazilië, Bolivia              |
| Apostolepis polylepis      | Amaral, 1921                                                                      | Brazilië                       |
| Apostolepis pymi           | Boulenger, 1903                                                                   | Brazilië                       |
| Apostolepis quirogai       | Giraudo & Scrocchi, 1998                                                          | Brazilië, Argentinië           |
| Apostolepis sanctaeritae   | Werner, 1924                                                                      | Brazilië                       |
| Apostolepis serrana        | de Lema & Renner, 2006                                                            | Brazilië                       |
| Apostolepis striata        | de Lema, 2004                                                                     | Brazilië                       |
| Apostolepis tenuis         | Ruthven, 1927                                                                     | Bolivia                        |
| Apostolepis tertulianobeui | de Lema, 2004                                                                     | Brazilië                       |
| Apostolepis thalesdelemai  | Borges-nojosa, Lima, Bezerra & James, 2016                                        | Brazilië                       |
| Apostolepis underwoodi     | Lema & Campbell, 2017                                                             | Bolivia                        |
| Apostolepis vittata        | Cope, 1887                                                                        | Brazilië, Bolivia              |